# Sint-Janskerk (Mechelen)
De Sint-Janskerk is een 15e-eeuwse gotische kerk in Mechelen. Deze kerk is gewijd aan Johannes de Doper en Johannes de Evangelist. De torenspits is 55,5 meter hoog en is omringd door vier kleine torentjes
Op een twintigtal meter naar het zuidoosten staat de Stadsfeestzaal.

## Geschiedenis
In de 13e eeuw stond er op deze locatie al een kapel gewijd aan Johannes de Doper. In diezelfde eeuw werd de kapel tot parochiekerk verheven. In de loop van de 14e eeuw werd deze kapel dan uitgebreid met een koor, een dwarsbeuk en zijbeuken. In de tweede helft van de 15e eeuw werd de kerk dan tot een volwaardig gebedshuis uitgebreid. Het verhaal gaat dat de torenspits afkomstig zou zijn van de oude Sint-Romboutstoren, de voorganger van de huidige Sint-Romboutstoren. Ze werd in 1483 ingewijd door Hendrik van Bergen, bisschop van Kamerijk.
Bij de ontploffing van de Zandpoort in 1546 liep het gebouw ernstige schade op. Tijdens de godsdienstoorlogen werd het interieur geplunderd door de beeldenstormers (1566) en zelfs als kazerne gebruikt voor de troepen van Alva (1572). Vanaf 1645 werd de kerk bediend door de oratorianen van het nabijgelegen klooster (in de huidige Schoolstraat). In 1708 werd er een deel bijgebouwd aan de sacristie. In 1799 onder Frans republikeins bewind werd het kerkgebouw openbaar geveild, maar later door de koper teruggeschonken aan de kerk. De kerk is aan het begin van de 21ste eeuw grondig gerestaureerd. Nadat eerst de buitenzijde was aangepakt, werd in 2018 de restauratie van het interieur afgerond.

## Patrimonium

### Schilderijen
- Pieter Paul Rubens:  
  - De 'Aanbidding der Wijzen'. Op 27 december 1616 sloot de kerkfabriek met Rubens het contract voor de triptiek van het hoogaltaar. In 1617 leverde de kunstenaar het werk af, waarbij hij het schilderij ter plaatse nog eigenhandig retoucheerde. De aankoopsom van 1800 guldens werd in verschillende schijven betaald tot in 1624. De zijluiken die aan voor- en achterzijde beschilderd zijn, bestaan uit de volgende panelen: 'Sint Jan de Evangelist op het eiland Patmos', 'Sint Jan de Evangelist in de kokende olie', 'De onthoofde Sint Jan de Doper' en 'De doop van Christus'. Onder het centrale paneel vinden we de predella die uit drie kleine schilderijen bestond: 'Christus aan het Kruis', uit het atelier van Rubens, nog steeds aanwezig in de kerk; 'De aanbidding der herders' en 'De verrijzenis van Christus'. Deze twee laatsten zijn na de Franse Revolutie niet teruggekeerd en bevinden zich in het Musée des beaux-arts van Marseille. Men kan dit beschouwen als roofkunst.
  - De 'Aankondiging van de geboorte' uit het atelier van Rubens.
- Jacob Jordaens: De vier evangelisten';vervaardigde kopie van een ander werk van hem dat zich nu in het Louvre bevindt.
- Triptiek met centraal 'Jezus ontmoet Veronica', links 'Sint Norbertus duidt Hugo des Fosses als zijn opvolger aan' en rechts 'Het visioen van Sint Norbertus' van Gaspar de Crayer. Het drieluik is afkomstig uit de abdij van Grimbergen.
- In 2008 ontdekte het Vlaams Instituut voor Onroerend Erfgoed 14e-eeuwse muurschilderingen achter de orgelkast, op de eerste verdieping van de toren van de Sint-Janskerk. Geen fragmenten, maar twee unieke, grote kunstwerken die Sint-Christoffel en Sint-Joris voorstellen. Deze muurschilderingen zijn echter enkel te bezichtigen mits begeleiding van een gids.

### Beeldhouwwerk
- De preekstoel en de kerkmeesterbanken (links en rechts in de middenbeuk) zijn van de hand van Theodoor Verhaegen.
- De orgelkast en de armenmeesterbanken achteraan zijn van de hand van Pieter Valckx.

## Galerij

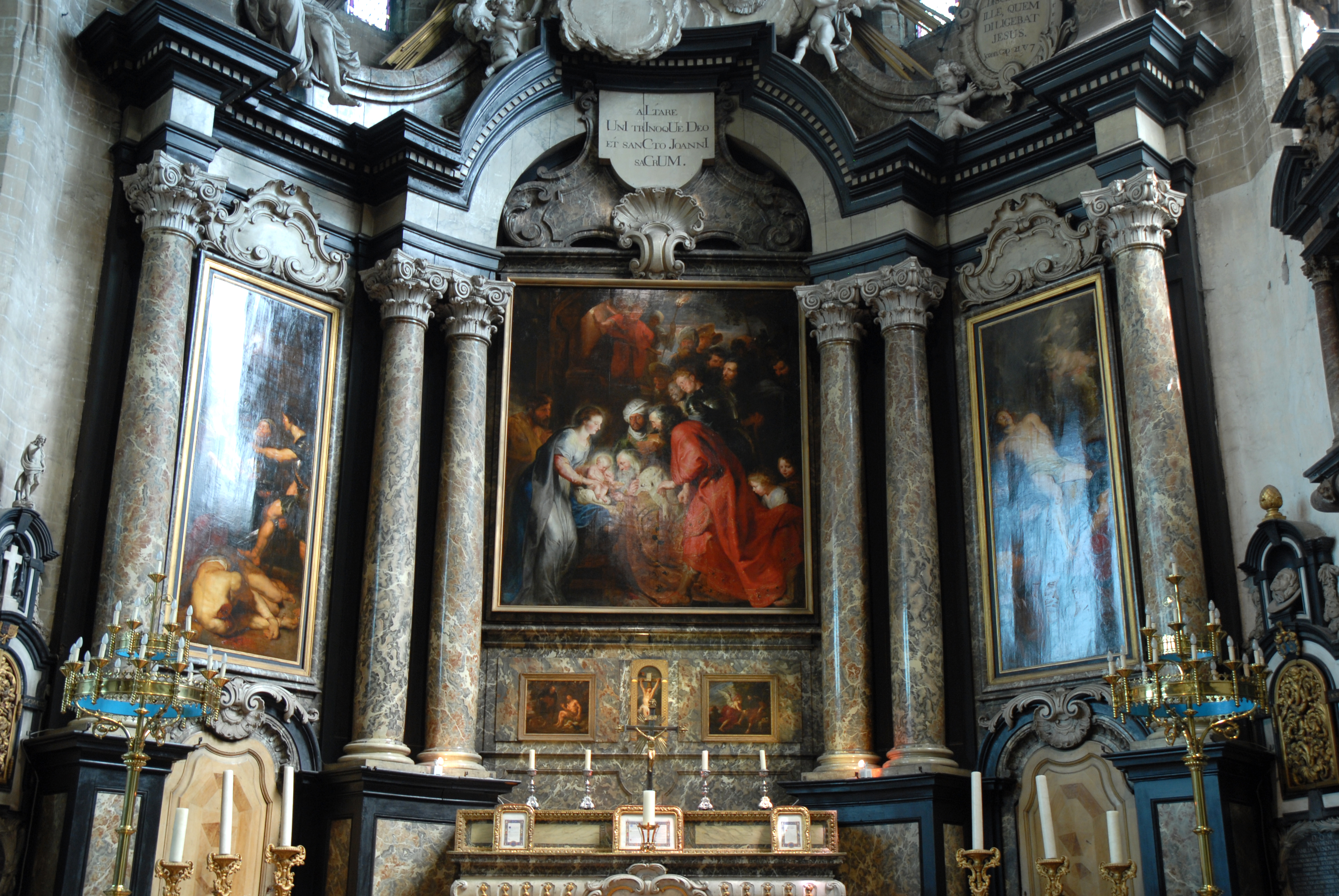
Triptiek De Aanbidding der Wijzen van Rubens
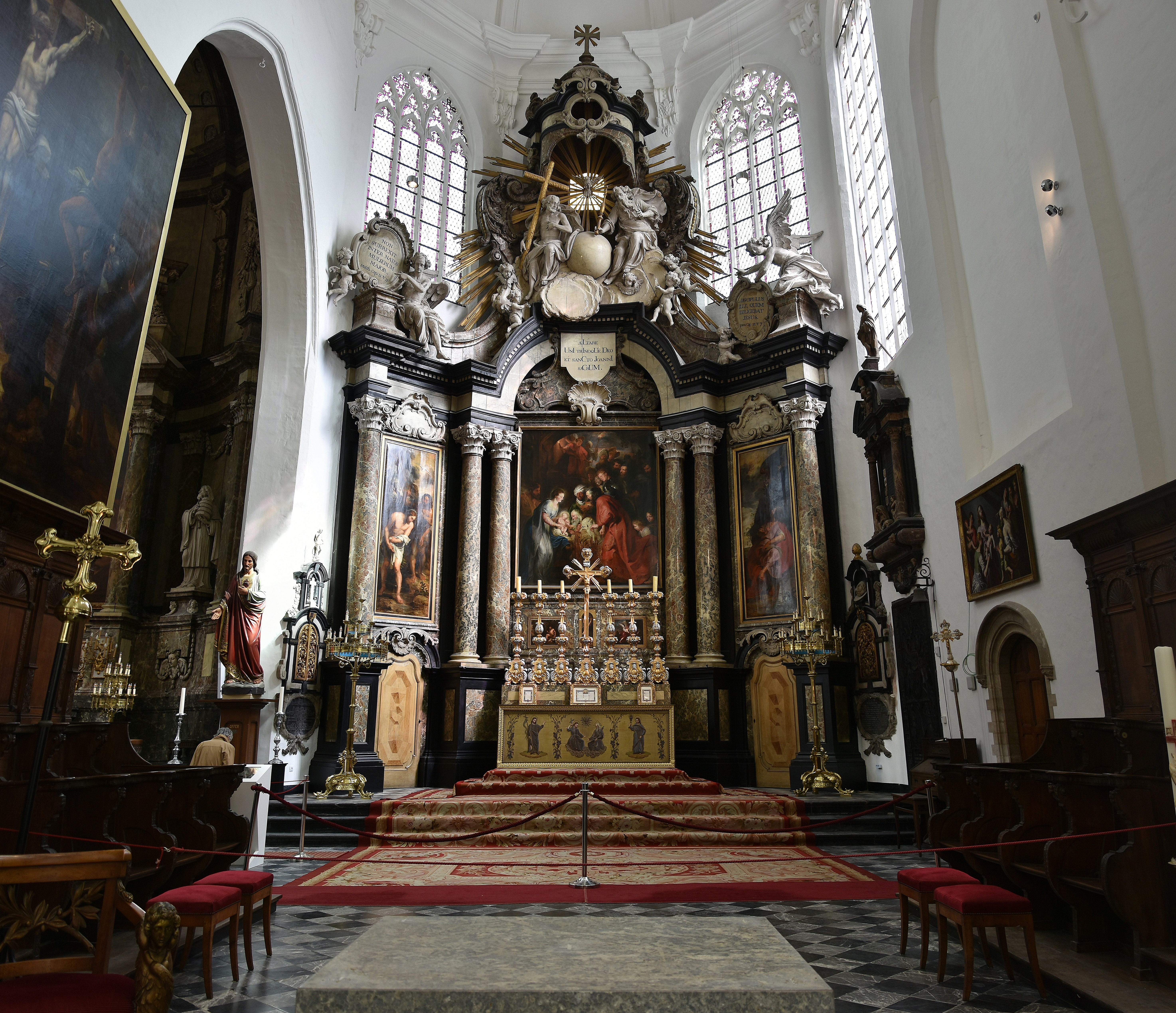
Hoofdaltaar met gerestaureerd kruisbeeld en kandelaars
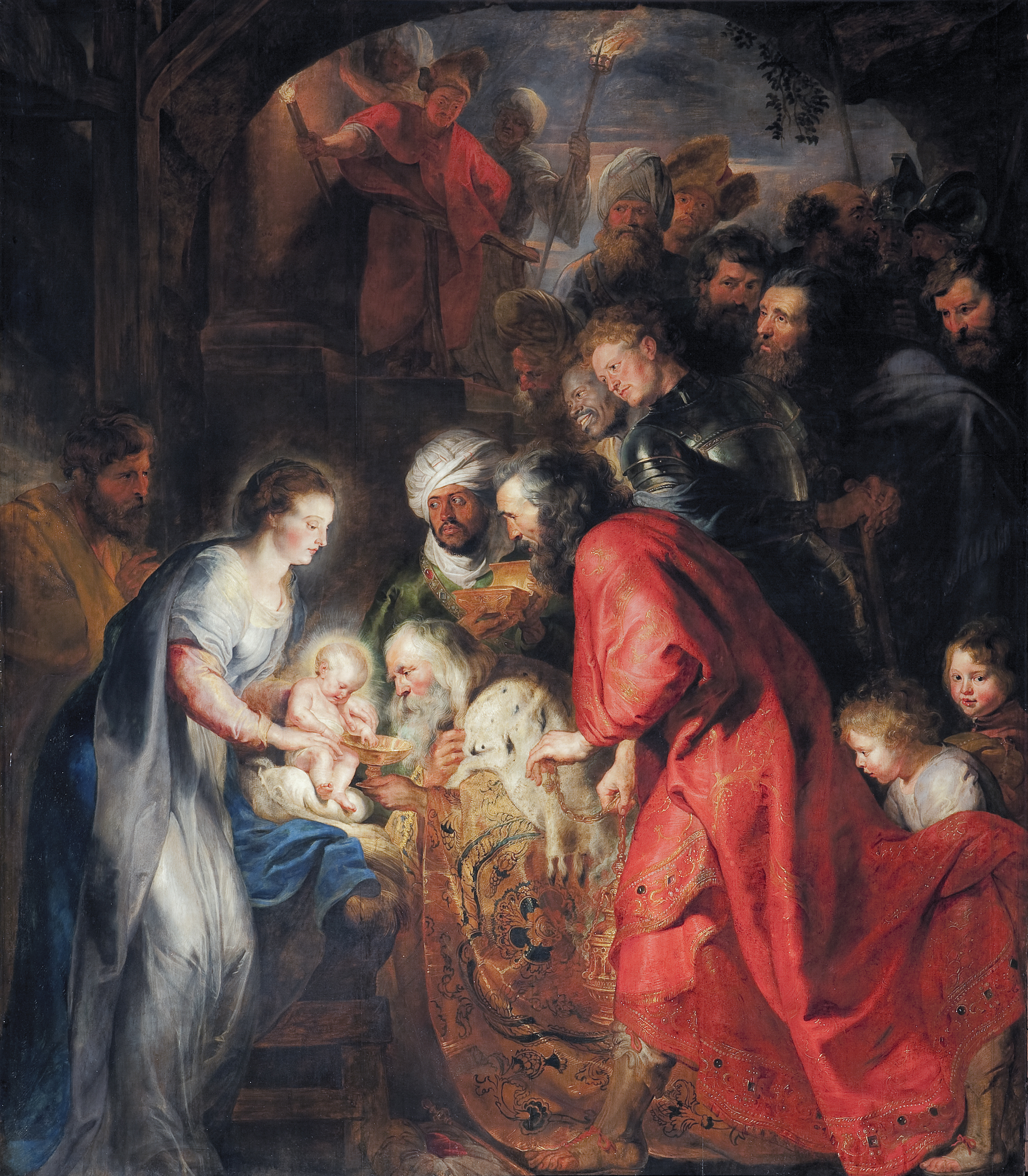
Middenstuk van de triptiek
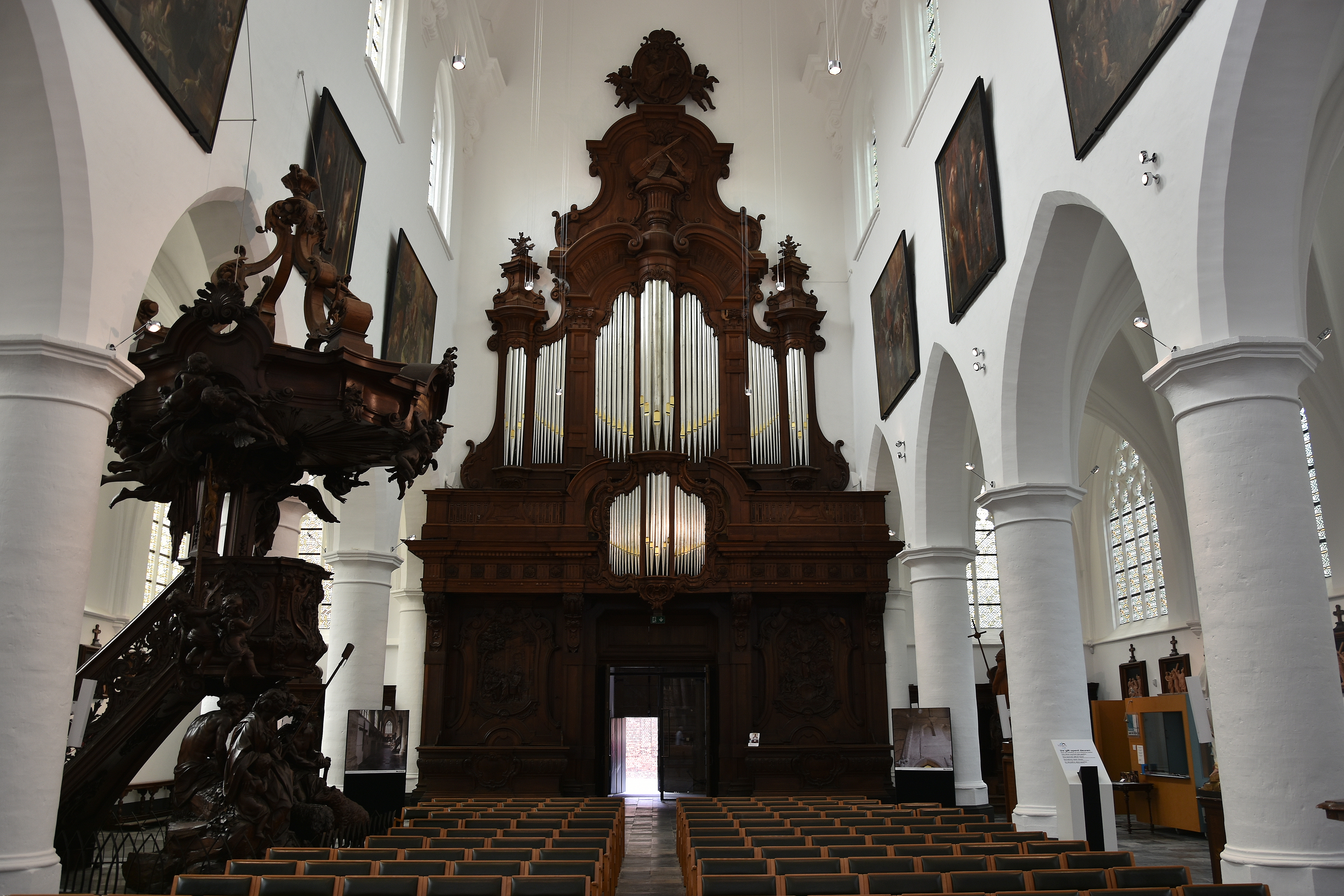
Preekstoel en kerkorgel
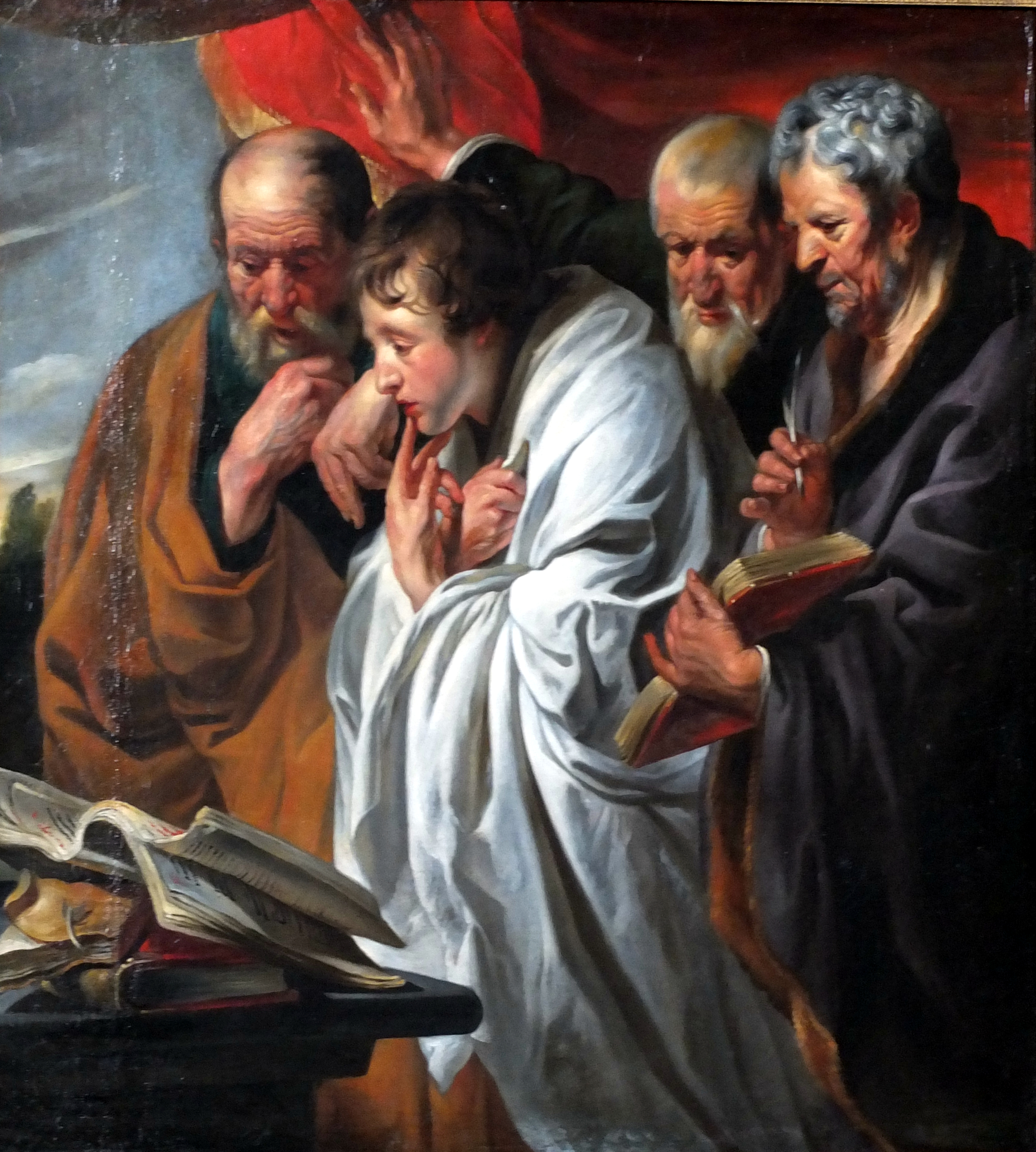
De vier evangelisten van Jacob Jordaens
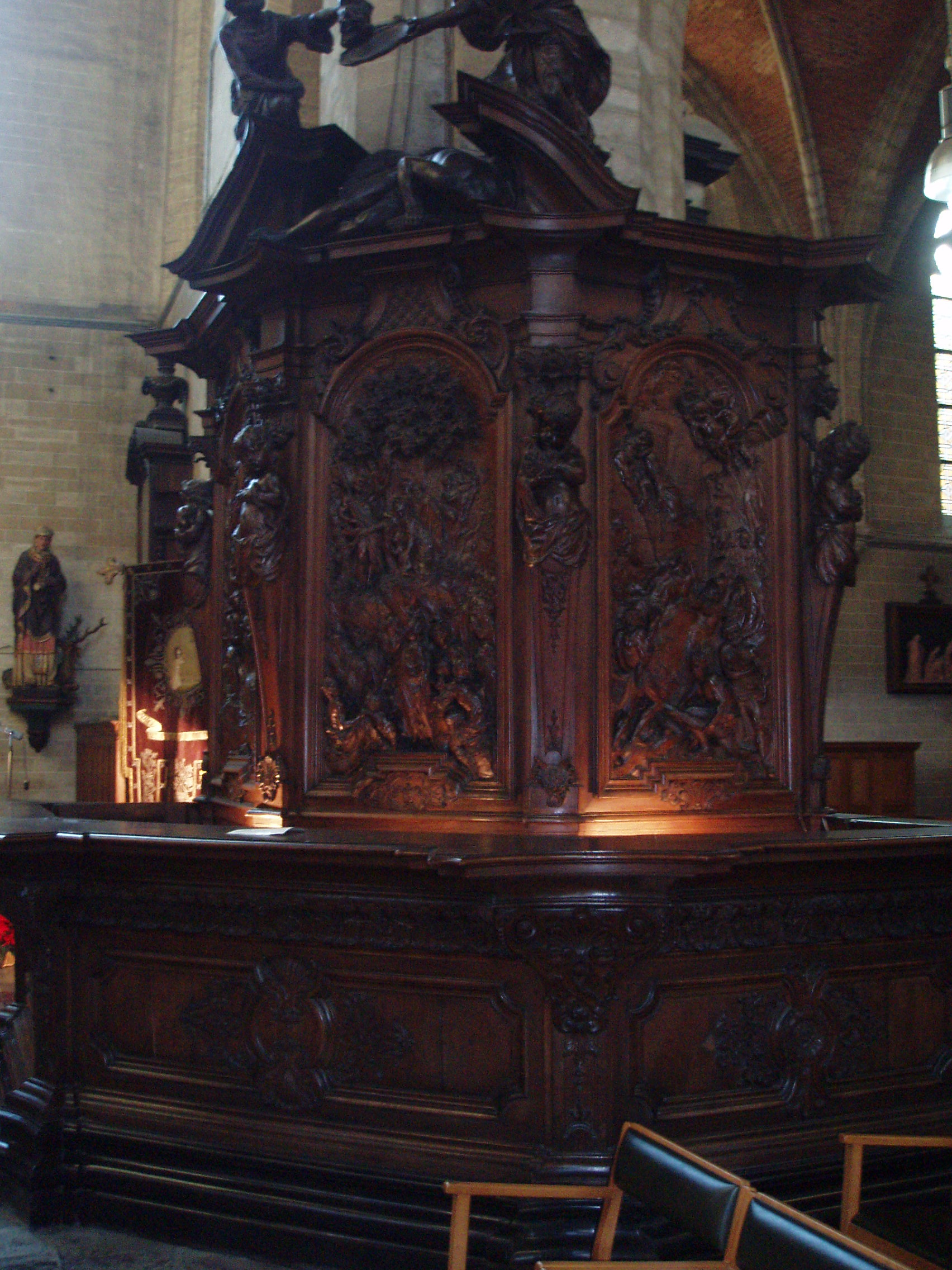
Kerkmeesterbank van Theodoor Verhaegen
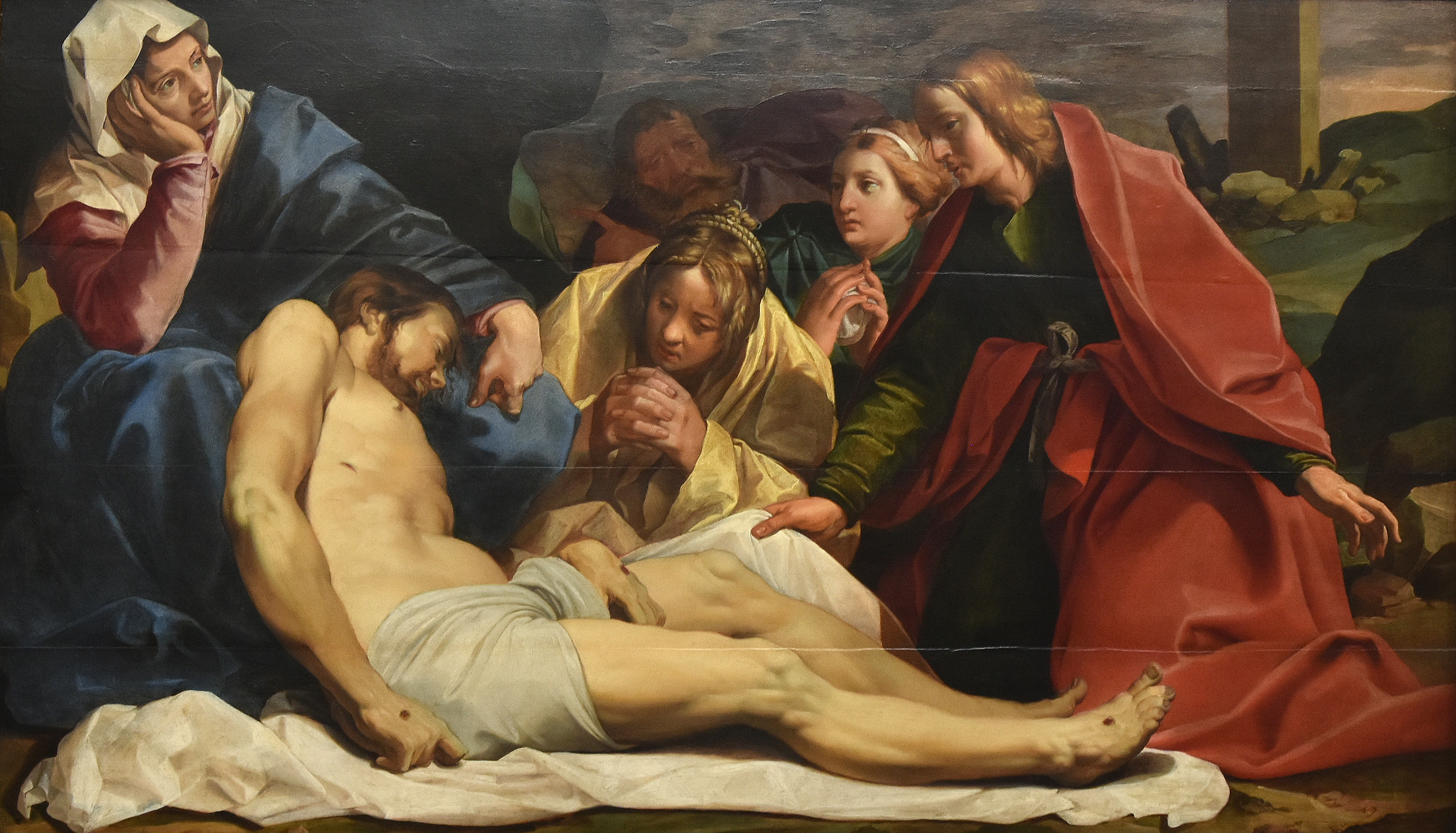
De bewening van Christus van Abraham Janssens
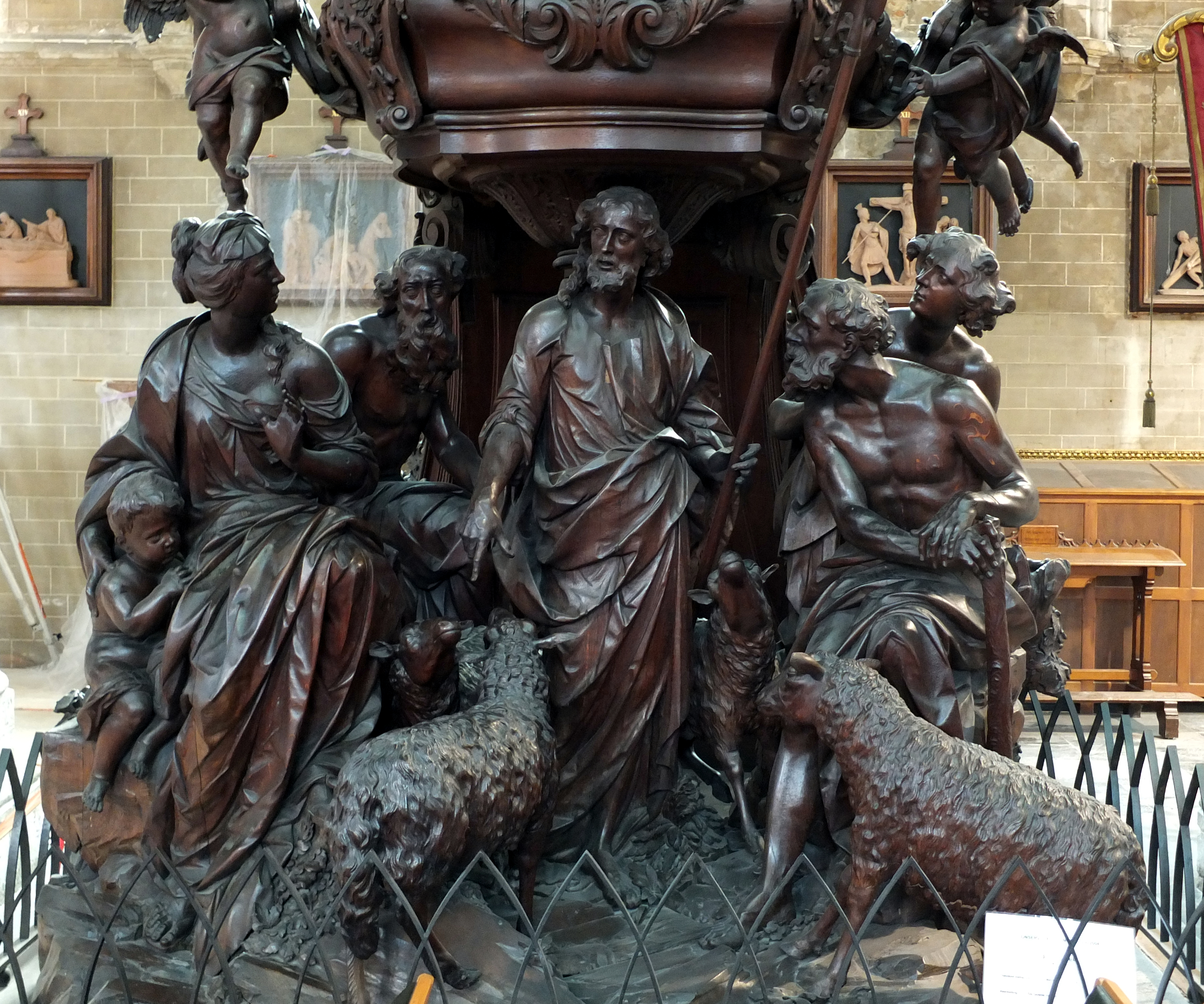
Preekstoel van Theodoor Verhaegen
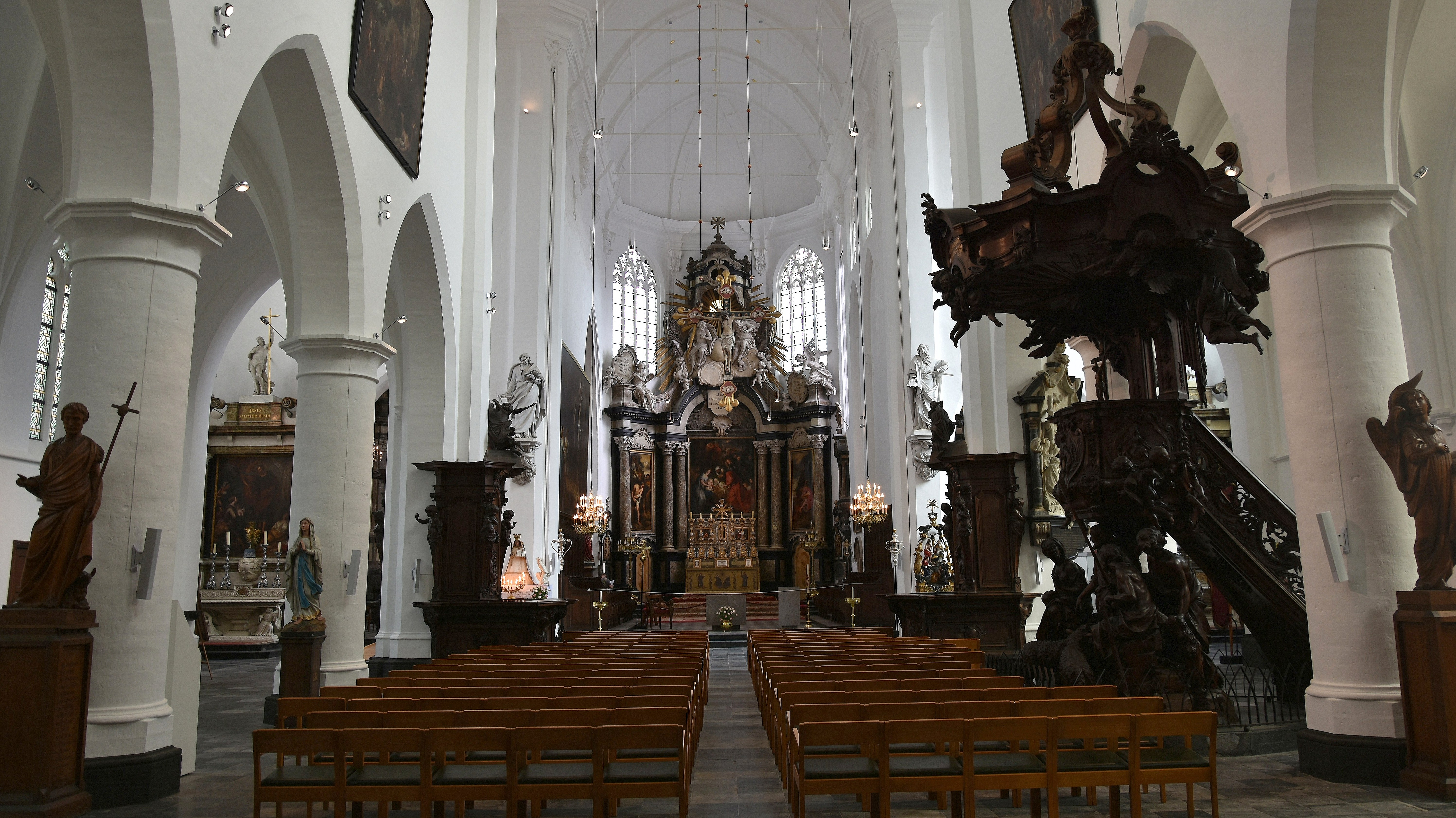
Schip en hoofdaltaar